# Ajana
Ajana is een plaats in de regio Mid West in West-Australië. Het ligt langs de North West Coastal Highway, 531 kilometer ten noornoordwesten van Perth, 367 kilometer ten zuidzuidoosten van Carnarvon en 45 kilometer ten noorden van Northampton. In 2021 telde Ajana 51 inwoners.

## Geschiedenis
Ten tijde van de Europese kolonisatie leefden de Nanda Aborigines in de streek.
In 1848 werd in de streek lood ontdekt en in 1854 koper. Van 1853 tot 1856 was er aan Port Gregory een gevangenendepot gevestigd. Er konden gevangenen gehuurd worden om in de mijnindustrie te werken. In 1874 werd begonnen met de aanleg van een spoorweg tussen Geraldton en Northampton. De landbouw en mijnindustrie ontwikkelden zich verder in de streek. In 1911 werd begonnen met het doortrekken van de spoorweg vanuit Northampton. Twee jaar later bereikte het een plaats die Ajana werd genoemd.
De naam Ajana werd afgeleid van een Aborigineswoord, ofwel van 'Ajano', de naam voor het gebied rond de nabijgelegen 'Barrel Well', ofwel van 'Ngatjana' of 'Ngajna' wat "groeve" betekende, de plaats waar stenen voor stenen bijlen werden gedolven. In 1915 werd het plaatsje Ajana officieel gesticht. Op 2 december 1912 was er een eerste schooltje geopend. Het schoolgebouw werd in 1917 verhuisd en in 1928 nog eens. In 1920 werd begonnen met de bouw van een gemeenschapszaal, de 'Ajana Hall'. Van 1942 tot 1951 vond het schooltje onderdak in de gemeenschapszaal.
In 1957 werd de spoorweg gesloten waarna het bevolkingsaantal in Ajana begon terug te lopen.

## 21e eeuw
Ajana maakt deel uit van het lokale bestuursgebied (LGA) Shire of Northampton. Het heeft een gemeenschapszaal.
Ongeveer 4 kilometer ten zuidwesten van Ajana ligt de 'Barrel Well Aboriginal Community'. De 'Barrel Well Nanda Aboriginal Corporation' werd in 1992 opgericht en verkreeg in 2000 het bestuur over het plaatsje. De Nanda Aborigines hebben een native title-eis over de Kalbarri-streek.

## Transport
Ajana ligt langs de North West Coastal Highway, aan de afslag van de Ajana-Kalbarri Road die naar het toeristische Kalbarri en nationaal park Kalbarri leidt.

## Externe links

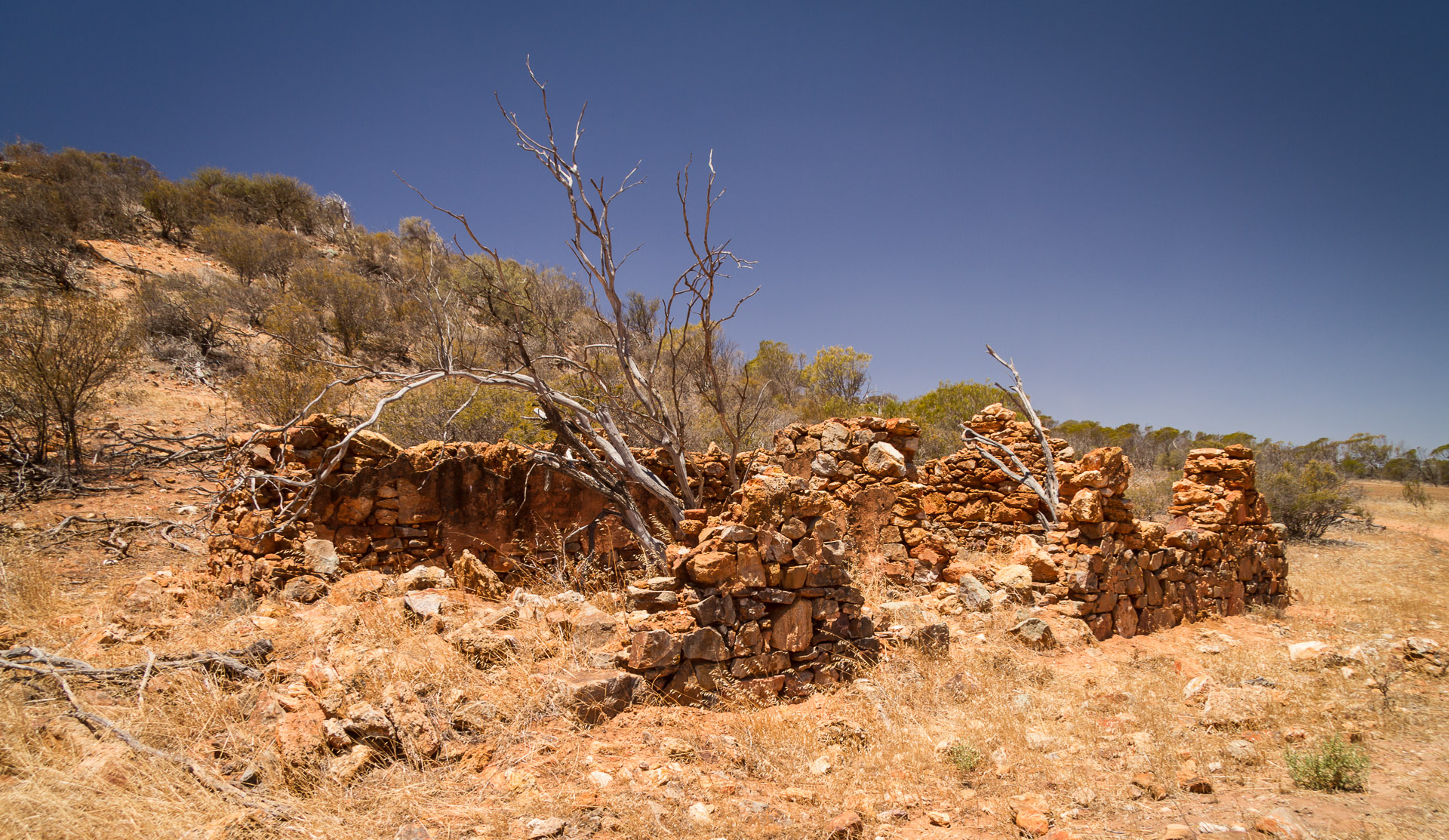
Ruïne van een huisje